# Náusea
Las náuseas son una sensación que indica la proximidad del vómito y esfuerzos que acompañan a la necesidad de vomitar. Se presentan como una situación de malestar en la parte superior del estómago y en ocasiones con una sensación desagradable en la garganta, obligando al paciente a expulsar emesis que frecuentemente no se da. Cuando esta es prolongada, puede convertirse en un síntoma debilitante.

## Control y tratamiento
Si el paciente presenta náuseas con frecuencia, es necesario investigar el origen de las mismas, para poder instaurar un tratamiento adecuado. Si las náuseas se acompañan de vómitos es necesario rehidratar al paciente y controlar su nivel de electrolitos. Las náuseas pueden disminuir evitando alimentos sólidos, y farmacológicamente empleando antieméticos. No se debe comer demasiada comida, pues el estómago se llena de alimentos y los jugos digestivos aumentan, y ya que estos tienen mayor peso que la comida, esta asciende al esófago, produciendo molestias y dando lugar al vómito gradual, que es la náusea más común.
Las náuseas pueden ser síntoma de:
- Gastritis
- Enfermedad celíaca[3]
- Sensibilidad al gluten no celíaca[4]
- Variaciones de tensión arterial
- Ansiedad o nerviosismo
- Apendicitis
- Gastroenteritis
- Migraña
- Hipercolesterolemia
- Laberintitis
- Intoxicación alimentaria
- Glaucoma
- Mareos y vértigo
- Golpe de calor
- Síndrome de activación mastocitaria[5][6][7]

Las náuseas también suelen ser muy frecuentes en la etapa del embarazo. Otra posible causa de náuseas no asociada a enfermedad alguna pudiera darse como reflejo ante algún estímulo extremadamente desagradable, como percibir un mal olor por un tiempo prolongado o simplemente visualizar algo escatológico o que produzca repulsión o asco.